# Maruševec
Maruševec es un municipio de Croacia en el condado de Varaždin.

## Geografía
Se encuentra a una altitud de 200 m s. n. m. a 83,8 km de la capital nacional, Zagreb.

## Demografía
En el censo 2011, el total de población del municipio fue de 6381 habitantes, distribuidos en las siguientes localidades:
- Bikovec - 216
- Biljevec - 259
- Brodarovec - 201
- Cerje Nebojse - 444
- Čalinec - 572
- Donje Ladanje  - 1 161
- Druškovec - 363
- Greda - 567
- Jurketinec - 419
- Kapelec - 107
- Korenjak - 82
- Koretinec - 371
- Koškovec - 224
- Maruševec - 460
- Novaki - 530
- Selnik - 406

| Gráfica de población de Maruševec 1857-2011                         |
|                                                                     |
| Según los censos de población de la oficina estadística de Croacia. |